# Drahomíra

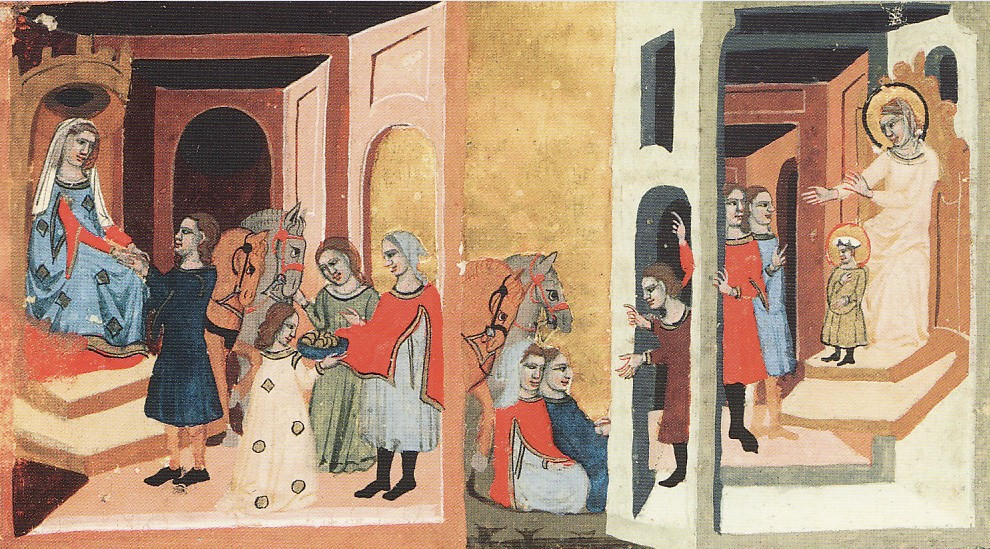
Drahomíra sendet ihre Gefolgsleute Tunna und Gommon zur Ermordung Ludmillas aus, Pariser Fragment der Dalimil-Chronik (1330–1340)

Drahomíra von Stodor (* um 890, nach anderer Angabe 877; † nach 934, andere Angabe: 936) war eine böhmische Fürstin. Sie war die Ehefrau von Vratislav I. und Mutter des Heiligen Wenzel. 921 übernahm sie für etwa vier bis fünf Jahre die Regentschaft des Přemysliden-Fürstentums in Mittelböhmen. Bekannt wurde Drahomíra als Urheberin des Attentats auf ihre Schwiegermutter, die später heiliggesprochene Ludmilla von Böhmen.

## Leben
Drahomíra stammte aus dem elbslawischen Stamm der Heveller. Sie war wahrscheinlich Schwester oder Tante des Hevellerfürsten Tugumir. 906/907 heiratete sie den böhmischen Herzog Vratislav I. Sie brachte sechs oder sieben Kinder zur Welt. Ihre Söhne waren Wenzel und Boleslav, eine der Wenzelslegenden erwähnt auch einen dritten Sohn namens Spitihněv. Hier handelt es sich aber möglicherweise um eine Verwechslung, denn Spytihněv I. war ein Sohn Ludmillas und Drahomíras Schwager. Von ihren vier Töchtern ist nur Přibislava namentlich bekannt. Sie war nach Wenzels Tod Nonne in Prag.
Nach dem Tod Vratislavs im Frühjahr 921 übertrug ihr die Stammesversammlung die Regentschaft für ihren minderjährigen Sohn Wenzel. Die Erziehung des Thronfolgers und des jüngeren Boleslav sollte jedoch deren Großmutter Ludmilla übernehmen. Bald kam es zu einem Konflikt zwischen den beiden Frauen. Wenzel sei von Ludmilla und den christlichen Geistlichen verdorben worden, beschwerte sich Drahomira bei den böhmischen Großen. Er solle zu einem Fürsten erzogen werden und gliche stattdessen immer mehr einem Mönch. Sie beauftragte zwei Waräger aus ihrer Gefolgschaft namens Tunna und Gommon, ihre Schwiegermutter zu ermorden. Am 16. September 921 drangen diese in die Burg Tetín ein und erwürgten Ludmilla mit einem Strick. Anschließend verfügte Drahomíra die Vertreibung bayerischer Missionare aus dem Land.
Die Hintergründe für den Mord werden im politischen und im religiösen Bereich gesucht. Möglicherweise ging es um die Anerkennung der Oberhoheit des ostfränkischen Königs Heinrich I. über Böhmen. Das Land hatte sich seit 895 mit Bayern verbündet, um Schutz vor den Sachsen zu suchen. Der bayerische Herzog Arnulf hatte sich jedoch 921 Heinrich I. unterworfen und fiel deswegen als Verbündeter gegen die sächsische Expansion aus. Ludmilla soll eine Annäherung an Sachsen befürwortet, Drahomíra diese abgelehnt haben. Eine Rolle soll im Zuge der beginnenden Christianisierung auch die Auseinandersetzung zwischen Heidentum, vertreten durch Drahomíra, und Christentum, vertreten durch Ludmilla, gespielt haben. Die Angabe, dass Drahomíra Heidin gewesen sei, findet sich in einigen Legenden, die als einzige historische Quellen für die Ereignisse des Jahres 921 in Böhmen zur Verfügung stehen. Die neuere Forschung zweifelt diese Information an und hält sie für einen hagiographischen Topos.
Ein Jahr später überfiel der bayerische Herzog Arnulf Böhmen, das Ergebnis dieses Feldzuges überliefern die Quellen aber nicht. Fest steht, dass Drahomíra irgendwann zwischen 922 und 925 die Regentschaft abgeben musste, da Wenzel inzwischen volljährig und regierungsfähig geworden war. Dieser ließ zunächst seine Mutter aus Böhmen vertreiben, holte sie jedoch 925 in allen Ehren wieder zurück. Sie lebte in Prag, hatte jedoch keine politische Macht mehr. Nach der Ermordung von Wenzel (929 oder 935) flüchtete sie zu den Charvaten.